# Guys (Tennessee)
Guys é uma cidade  localizada no estado norte-americano de Tennessee, no Condado de McNairy.

## Demografia
Segundo o censo norte-americano de 2000, a sua população era de 483 habitantes.
Em 2006, foi estimada uma população de 503, um aumento de 20 (4.1%).

## Geografia
De acordo com o United States Census Bureau tem uma área de
30,4 km², dos quais 30,3 km² cobertos por terra e 0,1 km² cobertos por água. Guys localiza-se a aproximadamente 162 m acima do nível do mar.

## Localidades na vizinhança
O diagrama seguinte representa as localidades num raio de 16 km ao redor de Guys.